# Chaumont-Porcien
Chaumont-Porcien és un municipi francès situat al departament de les Ardenes i a la regió del Gran Est. L'any 2007 tenia 455 habitants.

## Demografia

### Població
El 2007 la població de fet de Chaumont-Porcien era de 455 persones. Hi havia 188 famílies de les quals 64 eren unipersonals (40 homes vivint sols i 24 dones vivint soles), 52 parelles sense fills, 56 parelles amb fills i 16 famílies monoparentals amb fills.
La població ha evolucionat segons el següent gràfic:
Habitants censats

### Habitatges
El 2007 hi havia 271 habitatges, 201 eren l'habitatge principal de la família, 41 eren segones residències i 29 estaven desocupats. 231 eren cases i 40 eren apartaments. Dels 201 habitatges principals, 145 estaven ocupats pels seus propietaris, 43 estaven llogats i ocupats pels llogaters i 13 estaven cedits a títol gratuït; 1 tenia una cambra, 7 en tenien dues, 26 en tenien tres, 51 en tenien quatre i 116 en tenien cinc o més. 153 habitatges disposaven pel capbaix d'una plaça de pàrquing. A 107 habitatges hi havia un automòbil i a 67 n'hi havia dos o més.

### Piràmide de població
La piràmide de població per edats i sexe el 2009 era:
| Homes | Edats   | Dones |
| ----- | ------- | ----- |
| 0     | 95 o +  | 0     |
| 4     | 90 a 94 | 0     |
| 8     | 85 a 89 | 4     |
| 4     | 80 a 84 | 4     |
| 16    | 75 a 79 | 20    |
| 8     | 70 a 74 | 16    |
| 0     | 65 a 69 | 8     |
| 12    | 60 a 64 | 8     |
| 12    | 55 a 59 | 12    |
| 20    | 50 a 54 | 20    |
| 12    | 45 a 49 | 20    |
| 16    | 40 a 44 | 20    |
| 20    | 35 a 39 | 28    |
| 12    | 30 a 34 | 8     |
| 16    | 25 a 29 | 4     |
| 16    | 20 a 24 | 8     |
| 8     | 15 a 19 | 24    |
| 20    | 10 a 14 | 12    |
| 24    | 5 a 9   | 8     |
| 12    | 0 a 4   | 12    |

## Economia
El 2007 la població en edat de treballar era de 255 persones, 175 eren actives i 80 eren inactives. De les 175 persones actives 155 estaven ocupades (92 homes i 63 dones) i 20 estaven aturades (10 homes i 10 dones). De les 80 persones inactives 23 estaven jubilades, 21 estaven estudiant i 36 estaven classificades com a «altres inactius».

### Ingressos
El 2009 a Chaumont-Porcien hi havia 205 unitats fiscals que integraven 462 persones, la mediana anual d'ingressos fiscals per persona era de 14.458 €.

### Activitats econòmiques
Dels 30 establiments que hi havia el 2007, 1 era d'una empresa extractiva, 1 d'una empresa alimentària, 7 d'empreses de construcció, 2 d'empreses de comerç i reparació d'automòbils, 2 d'empreses de transport, 2 d'empreses d'hostatgeria i restauració, 1 d'una empresa financera, 2 d'empreses de serveis, 8 d'entitats de l'administració pública i 4 d'empreses classificades com a «altres activitats de serveis».
Dels 13 establiments de servei als particulars que hi havia el 2009, 1 era una gendarmeria, 1 oficina de correu, 1 una oficina bancària, 2 paletes, 1 guixaire pintor, 1 fusteria, 1 electricista, 2 perruqueries, 2 veterinaris i 1 saló de bellesa.
Dels 2 establiments comercials que hi havia el 2009, 1 era una botiga de més de 120 m² i 1 una botiga de menys de 120 m².
L'any 2000 a Chaumont-Porcien hi havia 28 explotacions agrícoles que ocupaven un total de 2.478 hectàrees.

## Equipaments sanitaris i escolars
El 2009 hi havia 1 farmàcia i 1 ambulància.
El 2009 hi havia una escola elemental.

## Poblacions més properes
El següent diagrama mostra les poblacions més properes.